# Schabaki
Schabaki ist eine moderne iranische Sprache, die von Sprachwissenschaftlern als ein Dialekt der Zaza-Gorani-Gruppe innerhalb der nordwestiranischen Sprachen klassifiziert wird. Schabaki wird von den Schabak gesprochen, einer in den umstrittenen Gebieten des Nordiraks lebenden Ethnie.
Die Sprache hat Ähnlichkeiten mit Hawrami, einem anderen Zaza-Gorani-Dialekt. Schabaki hat auch persische, türkische und arabische Elemente.
Schabaki ist keine Schriftsprache. Es gibt Versuche, das arabische Alphabet und die Lateinschrift für das Schabaki einzuführen. Nach Schätzungen gab es 1989 zwischen 10.000 und 20.000 Schabaki-Sprecher. 2016 betrug die Zahl der Schabak nach eigenen Schätzungen der Ethnie 350.000 bis 400.000, wobei unklar ist, wie viele von ihnen Schabaki sprechen.

## Grammatik
Schabaki ist eine Subjekt-Objekt-Verb Sprache (SOV).
Funktionsverben Beispiele:
| Schabaki | Deutsch           |
| -------- | ----------------- |
| kar      | machen/tun        |
| bada     | geben             |
| pek      | schlagen/treffen  |
| bastan   | kaufen            |
| bor      | essen             |
| bror     | rausbringen/heben |
| bakes    | ziehen            |

Teilweise ergeben sich ganz andere Verben, wenn man ein bestimmtes Wort vor ein Verb stellt.
Beispiele:
| Schabaki | Deutsch                     | Ergebnis in Deutsch |
| -------- | --------------------------- | ------------------- |
| çam pek  | „Auge“ + „schlagen/treffen“ | = anschauen         |
| garm kar | „warm/heiß“ + „machen/tun“  | = erhitzen/kochen   |
| re kar   | „Straße“ + „machen/tun“     | = gehen             |